# Коле Санта Луча (Фрозиноне)
Коле Санта Луча је насеље у Италији у округу Фрозиноне, региону Лацио.
Према процени из 2011. у насељу је живело 145 становника. Насеље се налази на надморској висини од 495 м.